# Kompleks replikacyjny
Kompleks replikacyjny – kompleks enzymatyczny, który stanowią enzymy biorące bezpośredni udział w replikacji DNA. Składa się z:
- kompleksu rdzeniowego, zbudowanego z:
  - polimeraza DNA α
  - prymaza
- innych białek tj.:
  - topoizomeraza DNA II
  - helikaza DNA II
  - akceptor Ap4A